# Ritt Bjerregaard
Jytte Ritt Bjerregaard (Copenaghen, 19 maggio 1941 – Østerbro, 21 gennaio 2023) è stata una politica danese, esponente dei Socialdemocratici.
È stata più volte ministra e commissaria europea ed è stata la prima donna a ricoprire l'incarico di sindaco di Copenaghen. Nella sua carriera politica si occupò in modo particolare di istruzione, ambiente e pari opportunità.

## Biografia

### Estrazione e formazione
Il padre di Bjerregaard era un muratore e la madre una ragioniera. Entrambi erano militanti comunisti.
Bjerregaard ricevette una formazione come insegnante, laureandosi nel 1964. Per mantenere gli studi lavorò presso le poste. Nel 1966 e 1967 svolse uno studio post laurea in storia sociale. Tra il 1964 e il 1970 operò come insegnante di scuola elementare, trasferendosi a Odense nel 1966. Inoltre curò e pubblicò una serie di libri di testo. Durante questo periodo Bjerregaard si avvicinò alla politica e cominciò ad impegnarsi con i socialdemocratici nella politica locale e nel sindacato. Nel 1969 fu eletta membro dell'esecutivo dell'Unione danese degli insegnanti e nel 1970 divenne membro della direzione locale della società di formazione dei lavoratori dell'isola di Funen.

### Carriera politica
Nel 1969 Bjerregaard fu nominata presidente del comitato del partito socialdemocratico per la politica educativa e fu candidata alle elezioni parlamentari, ma non fu eletta. Nel 1970 venne eletta membro del consiglio comunale di Odense, di cui fece parte fino al 1973. Bjerregaard fu eletta per la prima volta al Folketing nel 1971 nel collegio di Otterup. Fu riconfermata nelle elezioni successive e fece parte del Folketing ininterrottamente fino al 1995.
Nel 1973 Bjerregaard fu nominata ministra dell'istruzione. Nel periodo precedente si oppose all'ingresso della Danimarca nelle Comunità europee ed espresse solidarietà con le manifestazioni studentesche. Bjerregaard svolse il medesimo incarico di governo tra il 1975 ed il 1978. Realizzò una riforma dell'istruzione pubblica, modificò le norme sulla rappresentanza universitaria e introdusse una legge che consentiva controlli sull'accesso alle università.
Nel dicembre 1978 Bjerregaard si dimise dall'incarico di ministro dell'istruzione e 1979 fu nominata ministro degli affari sociali. Ricoprì l'incarico fino al 1981. 
Nel 1981 Bjerregaard fu eletta presidente del gruppo parlamentare dei socialdemocratici. Dal 1982 al 1987 fu vicepresidente del gruppo, e dal 1987 al 1992 presiedette nuovamente il gruppo parlamentare del suo partito. Nel 1992 fu nominata vicepresidente dell'Internazionale delle donne socialiste. Dal 1990 al 1994 presiedette anche la commissione parlamentare per il bilancio.
Per vari anni Bjerregaard fu portavoce del suo partito per gli affari esteri. Nel 1990 Bjerregaard fu nominata membro dell'assemblea parlamentare del Consiglio d'Europa e nel 1992 vicepresidente dell'assemblea parlamentare dell'OSCE. Dopo avere abbandonato l'iniziale euroscetticismo, tra il 1992 ed il 1994 presiedette il Movimento europeo della Danimarca. Bjerregaard fece parte della Commissione Trilaterale.

#### Commissaria europea
Nel 1994 Bjerregaard fu indicata dal governo danese come commissario europeo della Danimarca e si dimise dagli incarichi che rivestiva. Tra il gennaio 1995 e il settembre 1999 Bjerregaard fu commissario europeo per l'ambiente nell'ambito delle commissioni Santer e Marín. Durante il suo mandato fu firmato il Protocollo di Kyoto. Bjorregaard si impegnò inoltre per controllare lo smaltimento dei rifiuti tossici ed evitare il loro trasferimento nei paesi in via di sviluppo.
Nel 1999 Bjorregaard fu eletta nuovamente al Folketing. Dal 2000 al 2001 Bjerregaard divenne ministra per il cibo, l'agricoltura e la pesca e si occupò in particolare di qualità e sicurezza alimentare e di ecologia. Nel 2001 venne nominata portavoce dei socialdemocratici per la politica alimentare.

#### Sindaca di Copenaghen
Nel gennaio 2006 Bjerregaard fu eletta membro del consiglio comunale di Copenaghen e successivamente venne nominata sindaca della città. Svolse l'incarico fino al 31 dicembre 2009.
Durante il suo mandato Bjerregaard promosse politiche per la riduzione dell'impatto ambientale, promuovendo quindi l'uso delle biciclette e la sostenibilità degli edifici. Nel 2009 Copenaghen ospitò la conferenza delle Nazioni Unite sul cambiamento climatico. Durante il mandato da sindaca Bjorregard inoltre lanciò la campagna "Daddy forever", per incentivare i dipendenti maschi del comune a prendere il congedo parentale e favorire le pari opportunità.

## Pubblicazioni
- Rapport fra en "Kaffeklub": socialdemokratisk kulturpolitik, con Klaus Rifbjerg, 1977[4]
- Strid, 1979[4]
- Til venner og fjender af dansk socialpolitik, con Lars Lundgaard, 1982[7]
- Heltindehistorier, 1983[4]
- I opposition, 1987[4]
- Utfordringen, 1988[4]
- Frihed, lighed og broderskab - et debatoplæg, 1989[4]
- Danmark 1-10, con Søren Mørch, 1989[7]
- Fyn med omliggende øer, con Søren Mørch, 1989[7]
- Verden er så stor så stor, con Sven Burmester, 1991[7]
- Ministeren, Vilkår for politisk ledelse, con Palle Simonsen, Mogens Bundgaard-Nielsen, Bo Smith e Michael Christiansen, 1994[7]
- Mine Æbler, 2003[7]
- Mit København, 2005[4]
- Min mor er død, con Christine Antorini, Hanne-Vibeke Holst e Anne Murray[7]
- Ritt og Søren: Samtaler om Krig og Kærlighed, con Søren Mørch e Martin Krasnik[7]

## Vita personale
Bjerregaard era la maggiore di tre fratelli. Si sposò con lo scrittore e storico danese Søren Mørch. Ritt morì il 21 gennaio 2023 all'età di ottantun'anni.

## Curiosità
Bjorregaard ed il marito erano appassionati di agricoltura biologica. Dal 1987 possedevano una coltivazione di mele.